# Проконсул (посада)
Проко́нсул (лат. proconsul, від лат. pro — замість та лат. consul — консул) — колоніальна адміністративна посада у Великій Британії. Походить від назви державної посади / титулу у Стародавньому Римі.

## Колоніальна посада
Термін увійшов у вжиток у Британській імперії, коли британський уряд почав посилати військових до колоній імперії для виконання функцій військової адміністрації. Особливо проконсули стали важливою частиною британської колоніальної системи після Наполеонівських воєн. Проконсульський ранг забезпечив робочі місця для військовослужбовців, яких відправляли у відставку з воєнної служби в період і скорочення чисельності армії. Цей ранг був почесним, бо був як нагорода за видатні заслуги перед державою, таким чином задовольнивши бажання служби в колоніях відставних військовослужбовців. Це сприяло адекватній роботі колонії, адже туди призначали офіційними особами людей з попереднім адміністративним і військовим досвідом, які були здатні приймати важливі рішення і робити це в інтересах колоній. Для колишніх польових офіцерів це було засобом підтримки свого статусу і доходів. У першій чверті XIX століття британський офіцерський корпус став основним джерелом кваліфікованих колоніальних військових адміністраторів. Після Другої світової війни проконсули були залучені в процес деколонізації. Відомими проконсулами зокрема були Альфред Мілнер (Південна Африка), Джордж Керзон (Індія), Фредерік Люгард в Африці і Гораціо Герберт Кітченер (Єгипет і Судан).

## Застосування терміна в подальшому
Цей термін також використовували і використовують у XX—XXI столітті по відношенню до американських командирів і послів, які відігравали ключову роль в американській політиці в країнах, що їх окупували США, таких, як Філіппіни, Куба, Гренада, Німеччина, Південна Корея, В'єтнам, Ірак, Афганістан. Так генерал Дуглас Макартур був призначений проконсулом до Японії після Другої світової війни.
Проконсулом іноді називали керівника, якого призначала іноземна держава під час військової окупації певної території. Зокрема одним з таких проконсулів був Готара Огава під час японської окупації у Другій Світовій війні Бірми (1942—1945 роки).
У сучасному використанні, назву іноді використовують (часто зневажливо) для людини з панівної країни, яка тим чи іншим чином втручалася у внутрішні справи іншої «підлеглої» країни.